# Australische kraai
De Australische kraai (Corvus orru) is een vogel uit de familie van de kraaien. Het is een vogel die voorkomt in Australië, Papoea-Nieuw-Guinea en Indonesië.

## Kenmerken
De Australische kraai is 50 tot 55 cm (of 45 cm) Deze kraai lijkt sterk op de andere zwarte kraaien. Het is een geheel zwarte vogel waarbij de volwassen vogels een lichtblauw gekleurde iris hebben.

## Verspreiding en leefgebied
De Australische kraai komt voor in Australië, Nieuw-Guinea en de Molukken. Het is een vogel van halfopen landschappen in laagland (vaak langs kusten) en een typische cultuurvolger die buiten de broedtijd in troepen tot wel 60 individuen rondvliegt en zich ophoudt bij vuilnisbelten etc.
De soort telt drie ondersoorten:
- C. o. latirostris: Babar en Tanimbar (zuidelijke Molukken).
- C. o. orru: de noordelijke Molukken en Nieuw-Guinea met omliggende eilanden.
- C. o. cecilae: Australië (niet in het zuiden).

## Status
De vogel breidt zich uit. De Australische kraai staat dan ook als niet bedreigd op de Rode Lijst van de IUCN.

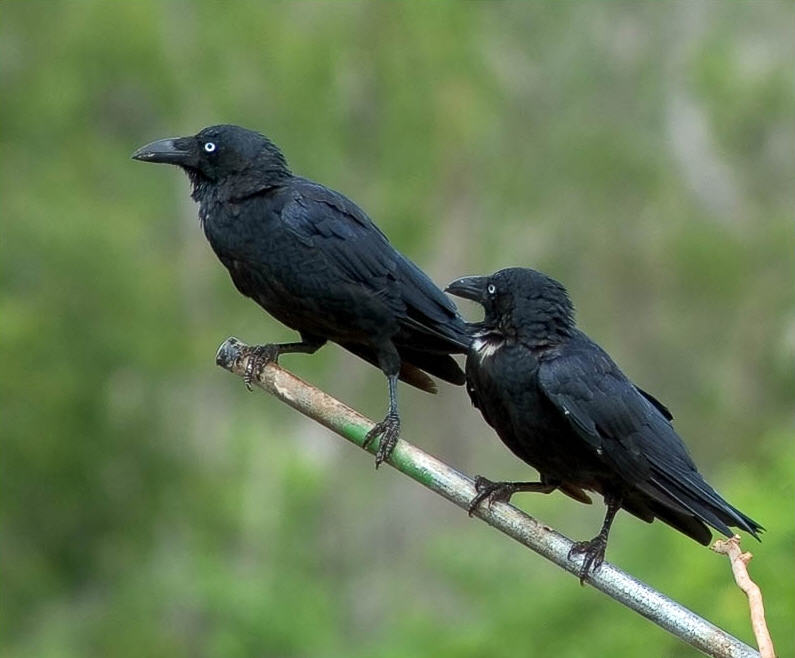